# Mirai no museum
Mirai no museum (未来のミュージアム?) è il ventiduesimo singolo del trio j-pop giapponese Perfume. È stato pubblicato il 27 febbraio 2013 dall'etichetta Perfume Records e distribuito dalla major Universal Music.
Mirai no museum è abbinata al famoso anime Doraemon, per il quale la canzone svolge la funzione di sigla finale sia nella stagione 2013 della serie tv sia nel film cinematografico Doraemon Nobita no himitsu dōgu museum (ドラえもん のび太のひみつ道具博物館?).
Il singolo è stato stampato in due versioni: una special edition contenuta in un libretto di carta con DVD extra, ed una normal edition in confezione jewel case con copertina diversa.

## Tracce
Tutti i brani sono testo e musica di Yasutaka Nakata.

Dopo il titolo è indicata fra parentesi "()" la grafia originale del titolo.
1. Mirai no museum (未来のミュージアム?) - 3:23
2. Daijōbanai (だいじょうばない?) - 3:06
3. Mirai no museum -Original Instrumental- (未来のミュージアム -Original Instrumental-?) - 3:23
4. Daijōbanai -Original Instrumental- (だいじょうばない -Original Instrumental-?) - 3:06

### DVD
1. Mirai no museum (未来のミュージアム?); videoclip

## Formazione
- Nocchi - voce
- Kashiyuka - voce
- A~chan - voce